# Psilopogon incognitus
El barbudo bigotudo o barbudo de Hume (Psilopogon incognitus) es una especie de ave piciforme de la familia Megalaimidae que vive en el sudeste asiático.

## Descripción

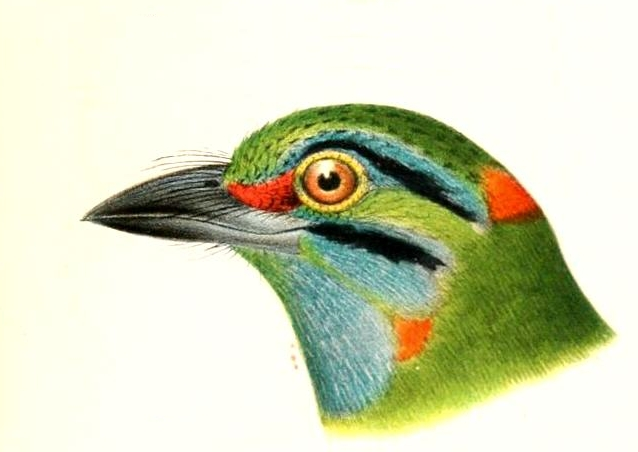
Cabeza del barbudo bigotudo, ilustración de Joseph Smit, 1891

El barbudo bigotudo mide alrededor de los 23 cm de longitud. Es un ave rechoncha con una gran cabeza y el cuello corto y la cola cortos. En su plumaje de su cuerpo es verde, algo más claro en las partes inferiores, y su pico es negruzco. Los adultos de tienen la cara y garganta azules con el píleo verde, con listas superciliares y bigoteras negras. Presentan manchas rojas en la frente, lorum, la nuca y el cuello, que varían en extensión según las subespecies. Ambos sexos tienen un aspecto similar, y los juveniles son de tonos más apagados y con la cabeza y garganta verdosa, y bigoteras más estrechas.
El canto territorial del macho es un repetido y alto u’ik-a-ruk u’ik-a-ruk u’ik-a-ruk.

## Distribución y hábitat
El barbudo bigotudo es un ave sedentaria que vive en Indochina y regiones próximas, distribuido por Vietnam, Laos, Camboya, Tailandia y el este de Birmania. Su hábitat natural son las selvas densas entre los from 600–700 m s. n. m. Anida en los huecos de los árboles.
La subespecie la nominal M. i. incognita se encuentra en Tailandia occidental y Birmania oriental, La forma M. i. elbeli está presente en el norte de Tailandia, y la subespecie M. i. eitroa ocupa el sureste de Tailandia, Camboya y Vietnam.